# 李潭生
李潭生（1950年—），山西省五台县人，中华人民共和国政治人物。
早年供职于解放军6904厂。1992年，担任山西省物资厅纪检组长。1996年，升任山西省纪委常委。2001年，担任山西省委副书记。后担任第十届中国人民政治协商会议山西省委员会副主席。